# Amerikaposten
Amerikaposten med utgivningsperioden den 3 januari 1925 till 26 december 1925, var en tidning inriktad på relationen mellan Sverige och Amerika. Fullständiga titeln var Amerika Posten / Tidning för svensk-amerikanska nyheter och förbindelser.

## Historia
Ett provnummer den 25 november inledde tidningen. Sen var tidningen endagarstidning med utgivning på lördagar. Redaktionen satt i Stockholm och arbetaren Johan Axel Wichmann var ansvarig utgivare. Redaktör var Johan Isberg. Tidningen trycktes på Förenade tidningars tryckeri i Stockholm. Den hade bara svart som färg och trycktes med antikva. Tidningen 4-6 sidor hade stora satsytor 47 x 32-33 cm stora. Priset var 3,50 kronor för prenumeranter i Sverige och 5 kronor i Amerika. Tidningar i Amerika har varit vanliga med alla dessa Svenskamerikanska tidningar men i Sverige har de varit färre.